# Ryan Eggold
Ryan James Eggold (10. kolovoza 1984.), američki glumac. Najpoznatiji je po ulozi Ryana Matthewsa u TV seriji "90210".